# Мануїл Ангел Філантропен
Мануїл Ангел Філантропен (грец. Μανουήλ Ἂγγελος Φιλανθρωπηνός; д/н– після 1393) — володар Фессалії в 1390—1393 роках.

## Життєпис
Походив з роду Філатропенів, що були родичами Комнін Дук (гілки династії Англеів). Син або брат Олексія, володаря Фессалії. 1390 року успадкував владу. Невдовзі визнав зверхність Візантії, отримавши титул кесаря.
Така політика не сподобалася османському султану Баязиду I, оскільки Олексій Філантропен вже визнав зверхність османської імперії. 1393 року владу Мануїла було ліквідовано, а його володіння приєднанно до османських. Подальша доля не відома.

## Родина
Точно відомо, що мав доньку Анну, дружину трапезундського імператора Мануїла III. За різними версіями його синами, онуками або внучатими небожами були Михайло Ангелович, османський військовик, і Махмуд-паша, великий візир Османської імперії.